# Russ Abbot
Russ Abbot (* 16. September 1947 in Chester; eigentlich Russell Roberts) ist ein britischer Musiker, Komiker und Schauspieler.

## Leben und Wirken
Als Schlagzeuger gründete Abbot die Black Abbots, die 1977 ihren ersten Plattenvertrag unterzeichneten. Später trat er als Komiker in Erscheinung und gewann fünfmal den Fernsehpreis Funniest Man on Television.
Ab 1980 brachte Abbot einige Alben als Solokünstler heraus. Darüber hinaus spielte er in zahlreichen Fernsehserienproduktionen und erhielt bald seine eigene Russ Abbot Show, die ein Millionenpublikum anzog.
Vor einigen Jahren kaufte Abbot die Aufführungsrechte für seinen Hit Atmosphere zurück und verweigert jegliche Einwilligung, dass er im Radio gespielt werde; er meint, Atmosphere repräsentiere nicht seine wahren Fähigkeiten.
Auf der Bühne spielte Abbot unter anderem den Alfred P. Doolittle in My Fair Lady und den Erzähler in der Rocky Horror Show.

## Filmografie
- 1972: Who Do You Do (Fernsehserie)
- 1976: What’s On Next (Fernsehserie)
- 1979: The Freddie Starr Variety Madhouse (Fernsehserie)
- 1980: Madhouse (Fernsehserie)
- 1986: The Russ Abbot Show (Fernsehserie)
- 1993: September Song (Fernsehserie)
- 1996: Married for Life (Fernsehserie)
- 2001: TV to Go (Fernsehserie)
- 2005: Doctors (Fernsehserie, 1 Folge)
- 2006: Agatha Christie’s Marple (Fernsehserie, 1 Folge)
- 2007: Hotel Babylon (Fernsehserie, 1 Folge)